# Tomor Anita
Tomor Anita (Monekné Tomor Anita) (Ajka[forrás?], 1982. március 4. –) magyar író.

## Életrajz
Tanulmányait a Pázmány Péter Katolikus Egyetem magyar-történelem szakán végezte 2008-ban. Egy ideig tanárként dolgozott, és érettségi feladatfejlesztőként tagja volt a Történelem Érettségi Bizottságnak, majd HR vezetőként helyezkedett el. 2008-ban megalapította saját személyzeti tanácsadó cégét a Workstreet Consulting Kft.-t, amely egyben a Pyrus Kiadó üzemeltetője,  majd 2015-ben a Workstreet HR Solutions Kft.-t Azóta is főállásban a két cég vezetésével foglalkozik. 
A Budapest Film Akadémia és az Eötvös Loránd Tudományegyetem közös képzésén tanult forgatókönyvírást. Elvégezte a TV2 Akadémia műsorvezető-képzését is. Néhány évig műsorvezetőként dolgozott a Balaton Televíziónál. 2014 óta a Pyrus Kiadó tulajdonosa és vezetője.
Szabadidejében mesekönyveket és felnőtteknek szóló romantikus regényeket ír és gyereknek készít készségfejlesztő és foglalkoztató füzeteket, színezőket. Két gyermek édesanyja.
Veszprémben nőtt fel, de jelenleg Budapesten, Óbudán él.
Díjak, elismerések:
Arany Könyv (TOP10)
Az év könyve-díj (TOP10)
Dugonits András irodalmi díj (III. helyezés, Szórakoztató irodalom)

## Könyvei

### Foglalkoztató füzet
- Legyél okosabb füzetek I. – Foglalkoztató és készségfejlesztő füzetek 3-6 éves gyerekeknek (Pyrus Kiadó, 2014) ISBN 978-615-80275-0-2
- Legyél okosabb füzetek II. – Foglalkoztató és készségfejlesztő füzetek 4-6 éves gyerekeknek (Pyrus Kiadó, 2014) ISBN 978-615-80275-1-9
- Sulira fel! – Lányoknak (Pyrus Kiadó, 2015) ISBN 978-963-08-9994-9
- Sulira fel! – Fiúknak (Pyrus Kiadó, 2015) ISBN 978-963-08-9995-6
- Boldog karácsonyt! – Színező és foglalkoztató 3-4 éveseknek (Pyrus Kiadó, 2015) ISBN 978-615-80275-3-3
- Boldog karácsonyt! – Kreatív foglalkoztató (Pyrus Kiadó, 2015) ISBN 978-615-80275-4-0

### Mesekönyv
- Nyúl Benő, Csiga Bandi és a Sün testvérek – Kalandok az erdőben (Pyrus Kiadó, 2014) ISBN 978-963-08-9983-3
- Az ovinak vége, irány az iskola! (Pyrus Kiadó, 2015) ISBN 978-615-80275-2-6
- Sárga Répi és Brokkoli Koli (Pyrus Kiadó, 2015) ISBN 978-963-08-9985-7

### Regény
- Álmodtam már rólad (Pyrus Kiadó, Bp., 2015) ISBN 978-963-08-9986-4
- Nyolc éjszaka (Pyrus Kiadó, Bp., 2017) ISBN 9786158048262
- Helló újra, kedves exem! (Pyrus Kiadó, Bp., 2017) ISBN 9786158048248
- Még mindig rólad álmodom (Pyrus Kiadó, Bp., 2018) ISBN 9786158048286
- Sugar Daddy (Pyrus Kiadó, Bp., 2019) ISBN 9786155749025
- Most már együtt álmodunk (Pyrus Kiadó, Bp., 2019) ISBN 9786155749087
- Irány Hollywood! (Pyrus Kiadó, Bp., 2019) ISBN 9786155749162
- Veled egy szigeten (Pyrus Kiadó, Bp., 2020) ISBN 9786155749162
- Imádlak, Los Angeles!; Pyrus Kiadó, Bp., 2021) ISBN 978-615-5749-14-8
- Szeretlek, Hawaii! (Pyrus Kiadó, Bp., 2022) ISBN 978-615-5749-21-6
- Újra veled álmodom (Pyrus Kiadó, Budapest) ISBN 978-615-5749-24-7
- Balin találkozunk! (Pyrus Kiadó, Budapest, 2024) ISBN 978-615-5749-39-1
- Kellesz nekem! (Pyrus Kiadó, Budapest, 2024) ISBN 978-615-5749-41-4